# Astrid Boner
Astrid Boner, auch Astrid Bohner (* 4. August 1935), ist eine deutsche Schauspielerin und Synchronsprecherin.

## Leben
Astrid Boner begann ihre Bühnenlaufbahn in der Spielzeit 1954/55 am Schwäbischen Landesschauspiel Memmingen, wo sie auch in der Spielzeit 1955/56 engagiert blieb. Mit Beginn der Spielzeit 1956/57 wechselte sie für zwei Spielzeiten an die Städtischen Bühnen Ulm.
Anschließend gastierte sie an deutschsprachigen Bühnen in Südamerika, so in der Spielzeit 1958/59 an den „Deutschen Kammerspielen“ in Santiago de Chile und in der Spielzeit 1959/60 an der „Deutschen Bühne“ in Buenos Aires. Nach ihrer Rückkehr nach Deutschland ging sie nach München, wo sie für die Spielzeit 1960/61 an das „Intime Theater München“, am Odeonsplatz gelegen, engagiert wurde.
Bei den Burgfestspielen Forchtenstein im Burgenland spielte sie 1963 die Kammerzofe der Kunigunde in Franz Grillparzers Trauerspiel König Ottokars Glück und Ende.
Ab der Spielzeit 1967/68 trat sie bis Mitte der 70er Jahre regelmäßig am „Intimen Theater München“, das später unter dem Namen „Intimes Theater im Künstlerhaus“ firmierte, auf.
Boner spielte ab Mitte der 1960er-Jahre in einigen deutschen Unterhaltungsfilmen mit. Als ihren ersten Filmauftritt führt die Filmdatenbank IMDb den Kriminalthriller Der Mörder mit dem Seidenschal unter der Regie von Adrian Hoven aus dem Jahr 1966. 1969 wirkte sie in einer Episode der Fernsehserie Pater Brown mit.
Ab Ende der 1960er-Jahre trat sie in zahlreichen, dem damaligen Zeitgeschmack entsprechenden Softcore- und Erotikfilmen auf, bei denen sie sie unter anderem mit den Sexfilm-Regisseuren Ernst Hofbauer und Walter Boos arbeitete. Sie spielte aber auch in den eher selbstironischen Erotik-Komödien von Michael Verhoeven (Engelchen macht weiter – hoppe, hoppe Reiter) und Rolf Thiele (Komm nur, mein liebstes Vögelein). 
1970 spielte sie in dem Film Josefine Mutzenbacher die unter den Sexexzessen ihres Ehemanns leidende Mutter der weiblichen Titelfigur. Der Regisseur des Films, Kurt Nachmann, engagierte sie auch für die Fortsetzung mit dem Titel Mutzenbacher II. Teil – meine 365 Liebhaber als Prostituierte Milli. Boner wirkte von 1974 bis 1977 auch in mehreren Filmen aus der Reihe Schulmädchen-Report mit. Sie übernahm dabei mehrfach die Rolle der Mutter der jungen Mädchen, aber auch autoritäre Charaktere als Staatsanwältin, Sozialfürsorgerin oder Jugendpsychologin.
In der Zeit, als sie in Softsexfilmen mitspielte, hatte sie auch immer wieder „seriöse“ Rollen, beispielsweise in einer Folge der Gerichtsserie Ehen vor Gericht (1972), in der Fernsehserie Gemeinderätin Schumann (1974) und in dem TV-Film Rest des Lebens – Die Herausforderung (1975) von Michael Verhoeven. 1973 wirkte sie in einer Episode von Peter Frankenfelds TV-Unterhaltungssendung Peters Bastelstunde mit. 1978 hatte sie eine kleine Rolle in der Episode Der Fotograf in der ZDF-Serie Derrick. 1981 spielte sie in Running Blue, der von Dominik Graf inszenierten Gangsterfilm-Miniatur aus dem Episodenfilm Neonstadt. Bis Anfang der 1990er-Jahre ist Boner noch als Darstellerin in Nebenrollen in einigen Fernseh- und Kinoproduktionen in Erscheinung getreten.
Boner arbeitete auch als Synchronsprecherin. Sie sprach 1981 die Rolle der Iris in der deutschen Synchronfassung der italienischen Komödie Gib dem Affen Zucker mit Adriano Celentano. 1984 sprach sie die Rhonda in dem amerikanischen TV-Film R.S.V.P. – Hollywood flippt völlig aus. Sie synchronisierte außerdem die Schauspielerin Jane Carr in deren Rolle als Mary Reed in der Fernsehserie Star Trek: Enterprise. Sie war auch als Sprecherin bei mehreren Hörspielen tätig, unter anderem als Billes Mutter Mutsch in den Produktionen Bille und Zottel nach den Jugendbüchern von Rosemarie Eitzert.

## Filmografie (Auswahl)
- 1966: Der Mörder mit dem Seidenschal
- 1968: Das Kriminalmuseum – Der Bohrer
- 1968: Komm nur, mein liebstes Vögelein
- 1968: Der nächste Herr, dieselbe Dame
- 1969: Engelchen macht weiter – hoppe, hoppe Reiter
- 1969: Pater Brown (Folge: „Die Form stimmt nicht“)
- 1969: Die Mädchen der Madame
- 1969: Weiße Haut auf schwarzem Markt
- 1970: Das gelbe Haus am Pinnasberg
- 1970: Mädchen mit Gewalt
- 1970: Josefine Mutzenbacher
- 1970: Cream – Schwabing-Report
- 1970: Wie sag ich's meinem Kinde?
- 1970: Die Jungfrauen von Bumshausen
- 1971: Hausfrauen-Report 1: Unglaublich, aber wahr
- 1971: Schüler-Report
- 1971: Erotik im Beruf – Was jeder Personalchef gern verschweigt
- 1971: Josefine Mutzenbacher II – Meine 365 Liebhaber
- 1971: Paragraph 218 – Wir haben abgetrieben, Herr Staatsanwalt
- 1972: Die Klosterschülerinnen
- 1971: Mache alles mit
- 1972: Die dressierte Frau
- 1972: Lehrmädchen-Report
- 1972: Auch fummeln will gelernt sein
- 1972: Massagesalon der jungen Mädchen
- 1972: Liebesspiele junger Mädchen
- 1973: Schlüsselloch-Report
- 1973: Junge Mädchen mögen's heiß, Hausfrauen noch heißer
- 1973: Matratzen-Tango
- 1974: Schulmädchen-Report. 8. Teil: Was Eltern nie erfahren dürfen
- 1974: Hey Marie, ich brauch mehr Schlaf, auf ins blaukarierte Himmelbett
- 1974: Derrick (Folge: „Der Fotograf“)
- 1974: Gemeinderätin Schumann
- 1975: Schulmädchen-Report. 9. Teil: Reifeprüfung vor dem Abitur
- 1975: Die Herausforderung
- 1976: Schulmädchen-Report. 10. Teil: Irgendwann fängt jede an
- 1976: Inspektion Lauenstadt – Bauer Schlegel
- 1977: Schulmädchen-Report. 11. Teil: Probieren geht über Studieren
- 1977: Vanessa
- 1979: Der Kostbare Gast
- 1981: Ein Kaktus ist kein Lutschbonbon
- 1982: Ein Stück Himmel
- 1984: Echt tu matsch
- 1991: Go Trabi Go
- 1991: Tatort – Bis zum Hals im Dreck
- 1991: Tatort – Animals
- 2000: Forsthaus Falkenau – Florian greift ein